# ジェスター・ヘアーストン
ジェスター・ヘアーストン（Jester Hairston、1901年7月9日 - 2000年1月18日）は、アメリカ合衆国の俳優。ノースカロライナ州出身。

## 出演作品
- アラモ
- アラバマ物語
- 夜の大捜査線
- フィニアンの虹
- ローハイド